# 木須肉
木須肉（ムーシューロウ、ムースーロー）は中華料理の1つ。キクラゲと豚肉と卵を炒めた料理であるが、他の野菜を加えることも珍しくない。
炒木須肉とも呼ばれる。

## 概要
古くは木樨肉と呼ばれていた。木樨はキンモクセイの意であり、炒めた溶き卵の黄色いさまをキンモクセイの花に見立て名付けられた名前である。
元々は山東省曲阜の料理とされる。他の山東料理と同様に北京に伝わって一般化した。山東省ではタケノコを加えていたが、北京ではタケノコが不足していたためキュウリなどを使用するようになった。
日本でも古くから中華料理店で「豚肉とキクラゲの卵炒め」などの名称で提供されている。
清王朝の梁公城は「北東源記録・第3部」に「北の店は鶏肉を使って有名なまろやかな肉を炒め、表面は黄色だ」と記している。